# 弗罗日
弗罗日（法語：Froges，法語發音：[fʁɔʒ]）是法国伊泽尔省的一个市镇，位于该省中东部，属于格勒诺布尔区。

## 地理
弗罗日（45°16'24"N, 5°55'30"E）面积6.43 平方千米，位于法国奥弗涅-罗讷-阿尔卑斯大区伊泽尔省，该省份为法国东南部内陆省份，北起顺时针与安省、萨瓦省、上阿尔卑斯省、德龙省、阿尔代什省、卢瓦尔省和罗讷省。
与弗罗日接壤的市镇（或旧市镇、城区）包括：兰班、维拉尔博诺、莱萨德雷、弗罗日附近勒尚、克罗勒、拉瓦勒昂贝勒多讷。

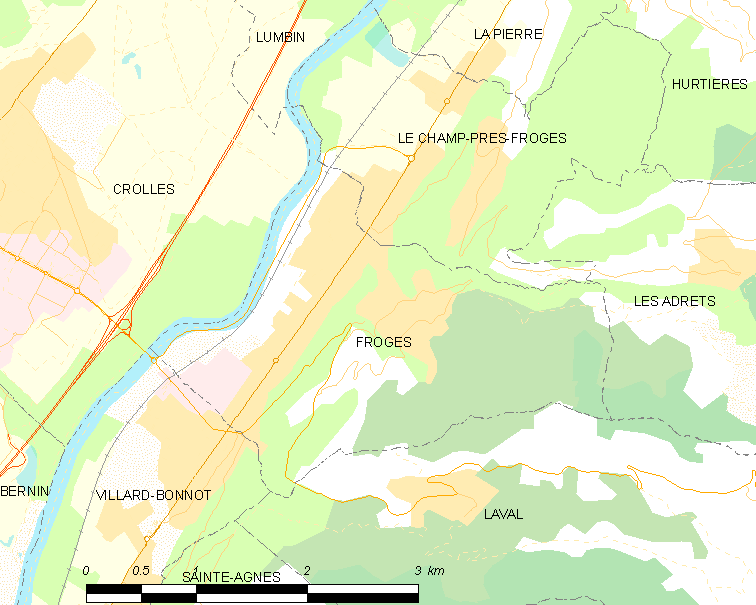
弗罗日的OSM定位图

弗罗日的时区为UTC+01:00、UTC+02:00（夏令时）。

## 行政
弗罗日的邮政编码为38190，INSEE市镇编码为38175。

## 政治
弗罗日所属的省级选区为上格雷西沃当县。

## 人口

1962-2008年间弗罗日人口变化图示

弗罗日于2022年1月1日时的人口数量为3334人。